# Андамански змијар
Андамански змијар (Spilornis elgini) је врста птице грабљивице из породице јастребова. Ендемит је Андаманских острва у југоисточној Индији.

## Станиште
Његово природно станиште су суптропске и тропске влажне низијске шуме и суптропске и тропске шуме мангрова. Опстанак му угрожава губитак станишта. Највише воли области са раштрканим дрвећем.